# Alberto Malesani
Alberto Malesani, né le 5 juin 1954 à Vérone (Italie), est un footballeur italien, évoluant au poste d'attaquant, désormais reconverti en entraîneur.

## Biographie

### Carrière de joueur
Malesani possède une carrière de joueur assez brève. Il se forme dans les équipes de jeunes de l'AS Audace, équipe d'un quartier de Vérone, sa ville de naissance. En 1970, il rejoint, toujours chez les jeunes le Vicence Calcio, expérience qui sera sans débouché. Il retourne donc jouer deux ans plus tard avec l'AS Audace, cette fois chez les professionnels. Après avoir gagné avec elle le championnat de 5e division, il décide de mettre un terme à sa carrière à seulement 23 ans, en 1978. Il se fait embaucher chez Canon, l'entreprise, et quitte donc temporairement le monde du football.

### Carrière d'entraîneur
Il commence à entraîner en 1990 les équipes jeunes de l'équipe d'un autre quartier de Vérone, le Chievo Vérone, avant de devenir en 1991, l'entraîneur-adjoint de l'entraîneur de l'époque Carlo De Angelis, qui l'avait appelé pour entraîner les jeunes l'année auparavant. Deux ans plus tard, pour la saison 1993-94, il devient l'entraîneur de l'équipe première du Chievo Vérone alors en Serie C1. Malesani y obtient immédiatement son premier succès : l'équipe termine en tête de son groupe et, pour la première fois de son histoire, est promue en Serie B. Son aventure sur le banc vénète durera 4 ans au total : en 1994-95, il obtient une 13e place, en 1995-96, une 14e place, et en 1996-97, l'équipe, compétitive, se mêla à la lutte pour l'accès en Serie A, mais terminera finalement 7e, grâce à Raffaele Cerbone et ses 20 buts en championnat. 
Reconnu comme un entraîneur d'avenir, Malesani est appelé à diriger pour la saison 1997-98 l'AC Fiorentina en Serie A, sa première saison dans l'élite. Avec Gabriel Batistuta et Rui Costa, ainsi qu'à partir de janvier le Brésilien Edmundo, l'AC Fiorentina surprend par ses bons résultats face aux grosses équipes et son rendement plus faible face aux équipes moins fortes. À cause de problèmes avec la présidence, Malesani sera remercié au printemps : l'équipe terminera à la 5e place du championnat. 
La saison suivant, 1998-99, il signe au Parme FC, toujours en Serie A. Tout le monde reconnaît dans l'équipe ducale une formation apte à jouer le titre sur le papier, avec notamment l'arrivée de l'inventif argentin Juan Sebastian Véron. L'équipe terminera certes 4e en championnat mais remportera deux trophées : la Coupe de l'UEFA face à l'Olympique de Marseille (3-0, buts Hernán Crespo, Enrico Chiesa et Paolo Vanoli), pour la deuxième fois de l'histoire du club, et la coupe d'Italie face à l'ancienne équipe de Malesani, l'AC Fiorentina (1-1, 2-2, 2 buts de Hernán Crespo, un but de Paolo Vanoli), toujours pour la deuxième fois.
Malesani est maintenu pour la saison 1999-2000. Il débute par une victoire en Supercoupe d'Italie de football face au Milan AC (2-1, buts de Hernán Crespo et de Alain Boghossian dans les dernières minutes), la première de l'histoire du club. Mais le coup dur reste l'élimination de la Ligue des champions de l'UEFA au tour préliminaire par les Glasgow Rangers (0-2, 1-0). Reversée en Coupe de l'UEFA, le Parme FC sera éliminé en huitièmes de finale par le Werder Brême (1-0, 1-3). En championnat l'équipe termine une nouvelle fois 4e, à égalité avec l'Inter de Milan. Le Parme FC perd son match de barrage contre les milanais pour l'accès à la Ligue des champions de l'UEFA (3-1). L'équipe participera donc à la Coupe de l'UEFA. Confirmé dans ses fonctions pour la saison 2000-01, l'équipe perd son buteur Hernán Crespo, vendu à la Lazio de Rome. Malesani sera remercié en décembre, après des résultats décevants en championnat et après deux saisons et demie sur le banc. Arrigo Sacchi le remplace.
Il retourne l'été suivant à Vérone, cette fois-ci dans le club de l'Hellas Vérone pour la saison 2001-02. L'équipe possède alors une équipe pleine de talents : Adrian Mutu, Mauro Camoranesi, Alberto Gilardino, Massimo Oddo, Marco Cassetti. Après un début fracassant, qui voit l'Hellas Vérone squatter les premières places de la Serie A, les matches retours s'avèrent catastrophiques et l'équipe, après une défaite 3-0 à la dernière journée contre le Plaisance Calcio, est rétrogradée en Serie B, terminant à la 15e place.
Alberto Malesani est maintenu pour cette saison en Serie B mais l'aventure n'est pas payante, l'équipe terminant à une médiocre 13e place. 
Malesani part alors entraîner pour la saison 2003-04 le Modène FC en Serie A. Il ne peut éviter la rétrogradation du club, qui termine 16e en championnat. Il est remercié en mars 2004, à cause du manque de résultats, remplacé par Gianfranco Bellotto.
Il part alors en Grèce en février 2005, dans le grand club d'Athènes, le Panathinaïkos. Il remplace le Tchèque Sdenek Scasny. Il terminera second à un point du grand rival, l'Olympiakos le Pirée. L'équipe ayant terminé troisième de sa poule de Ligue des champions de l'UEFA, un point derrière Arsenal FC et le PSV Eindhoven, elle a été reversée en Coupe de l'UEFA, où elle est sortie, très nettement, dès les huitièmes de finale par le Newcastle United FC (1-3, 0-4). Il réitère cette performance la saison suivante, terminant 2e ex-æquo avec l'AEK Athènes, à trois points de l'Olympiakos. Toutefois, il termine dernier de son groupe de Ligue des champions de l'UEFA derrière le FC Barcelone, le Werder Brême et l'Udinese Calcio. Il quitte le club après cette saison 2005-06.
Après quelques mois d'inactivité, il est appelé en janvier 2007 par l'Udinese Calcio pour remplacer Giovanni Galeone. L'équipe terminera 10e du championnat, comme la saison précédente. Malesani n'est pas conservé pour la saison suivante, remplacé par Pasquale Marino.
Pour la saison 2007-08, Alberto Malesani signe chez les toscans de l'Empoli FC en Serie A en remplacement de Luigi Cagni, à partir de fin novembre. Son expérience sur le banc sera courte car il sera remercié le 31 mars 2008, l'équipe squattant les bas-fonds du classement. Il est remplacé par son prédécesseur. L'équipe terminera 18e. Après plus d'une année et demie sans banc, il intègre la troisième équipe toscane de sa carrière, l'AC Sienne, le 23 novembre 2009, en remplacement de Marco Baroni qui retourne entraîner les jeunes après une pige de trois matches. L'équipe est alors en grosse difficulté, dans les bas-fonds du classement. Malesani ne réussira pas le challenge de sauver l'équipe qui terminera avant-dernière, 19e, et sera reléguée à trois journées de la fin du championnat et après 7 saisons consécutives dans l'élite. À la fin de la saison, Alberto Malesani quitte le club en accord avec les dirigeants, laissant les rênes de l'équipe à Antonio Conte pour la saison 2010-2011.
Début septembre 2010, il rejoint Bologne. Le 25 mai 2011, Enrico Preziosi, président du Genoa annonce qu'il le nomme entraîneur en lieu et place de Davide Ballardini.
Le 29 janvier 2014, il est nommé entraîneur de Sassuolo qui occupe la dernière place du classement en Serie A.

## Palmarès d'entraîneur
- Vainqueur de la Coupe UEFA en 1999 avec le Parme
- Vainqueur de la Coupe d'Italie de football en 1999 avec le Parme
- Vainqueur de la Supercoupe d'Italie de football en 1999 avec le Parme
- Vainqueur du Championnat d'Italie de football Serie C1 en 1994 avec le Chievo Vérone